# غامون للإنشاءات
غامون للبناء المحدودة أو غامون للانشاءات هي شركة مقرها هونغ كونغ متخصصة في البناء والهندسة والمقاولات. مقرها في كوون تونغ، هونغ كونغ. بالإضافة إلى مشاريع البناء المحلية، شاركت أيضًا في مشاريع البناء والهندسة المختلفة في الصين وجنوب شرق آسيا.

## التاريخ
نشأت الشركة من شركة إنشاءات أسسها جون سي غامون في الهند عام 1919. تم التعاقد في عام 1955 لبناء مدرج جديد في مطار كاي تاك في هونغ كونغ. أسست شركة غامون للبناء المحدودة لتأسيس وجود دائم في هونغ كونغ في عام 1958.
بمجرد أن نقلت إلى هونغ كونغ، نمت بسرعة، وحصلت على أعمال بناء ذات طبيعة متنوعة. بحلول أواخر السبعينيات، أسس كشركة مقاولات رائدة في هونغ كونغ، حيث شاركت في العديد من مشاريع البنية التحتية الرئيسية في ذلك الوقت. بدأت الشركة في توسيع أعمالها خارج هونغ كونغ، وأنشأت مكاتب في سنغافورة وفيتنام.

## الملكية
أخذت شركة جاردين ماثيسون حصة صغيرة في غامون في عام 1969 وأصبحت شركة عامة في عام 1970. ثم في عام 1975، استحوذت شركة جاردين ماثيوس على الأسهم المتبقية، وبالتالي أصبحت غامون شركة فرعية مملوكة بالكامل لشركة جاردين ماثيوس. باعت جاردين ماثيوس 50% من أسهم غابون لشركة ترفالكار هاوس في أواخر عام 1983، وهي شركة مقرها المملكة المتحدة تعمل في مجال البناء والشحن والعقارات.
في الهند، تم الاستيلاء على غامون في عام 1991 من قبل ابهجيت راجان. في باكستان، تم الاستيلاء على غامون من قبل مجموعة بايبوجي. أصبحت غامون بعد ذلك شركة البناء المفضلة في جميع أنحاء منطقة آسيا والمحيط الهادئ لكل من جاردين ماثيوس وترفالكار هاوس. استحوذت شركة كيفارنر في عام 1996على ترفالكار هاوس وبالتالي استحوذ على حصتها بنسبة 50% في غامون. في أواخر عام 2000، استحوذت شركة سكانسكا على جميع أعمال البناء في كيفارنر، بما في ذلك شركة غامون. اشترت بلفور بيتي، وهي مجموعة دولية للهندسة والبناء والخدمات، فيما بعد حصة شركة سكانسكا في غامون في عام 2004.

## شؤون الشركة
يقع مكتبها الرئيسي في منطقة كون تونغ في هونغ كونغ. على مساحة 36,900 قدم مربع (3,430 م2). انتقلت الشركة إلى هناك حوالي عام 2019.
كان مكتبها الرئيسي سابقًا في تايكو بليش في كواري باي.

## مشاريع بارزة
شاركت غامون في بناء العديد من المشاريع الكبرى في هونغ كونغ وحول المنطقة:
- اكتمل خط بوكيت بانجانج إل ار تي في سنغافورة في عام 1999.[8]
- انتهي من شاتر هاوس في وسط هونغ كونغ في عام 2002.[9]
- انتهي من تمديد خط تسيونغ كوان أو في هونغ كونغ في عام 2002.[10]
- اكتمل طريق بكين الأول في كولون بهونج كونج عام 2003.[11]
- انتهي من لو ميريديان سايبربورت في المنطقة الجنوبية، هونغ كونغ في عام 2004.[12]
- انتهي من ثري باسيفيك بليس في أدميرالتي، في هونغ كونغ في عام 2004.[13]
- انتهي من مستودع الصيانة على خط ما أون شان في هونغ كونغ في عام 2004.
- اكتمل خط منتجع ديزني لاند في شبه جزيرة تسينغ تشاو تساي في هونغ كونغ في عام 2005.
- اكتمل الجزء الشمالي من طريق كونغ شام الغربي السريع في عام 2007.[14]
- اكتملت جزيرة واحدة شرق في المنطقة الشرقية، هونغ كونغ في عام 2008.[15]
- اكتمل تطوير تقاطع وودزفيل في سنغافورة في عام 2008.[16]
- اكتمل بناء نفق نام وان في هونغ كونغ في عام 2009.[17]
- اكتمل إسكواري في كولون بهونغ كونغ في عام 2009.[18]
- انتهي من معهد التعليم الفني في الحرم الجامعي الغربي في سنغافورة في عام 2010.[19]
- اكتمل قسم وسط المدينة من محطة مترو الأنفاق بالحي الصيني في سنغافورة في عام 2013.[20]
- اكتملت محطة شحن كاثي باسيفيك في مطار هونغ كونغ الدولي في عام 2015.[21]
- اكتمل مبنى الساحة الوسطى في مطار هونج كونج الدولي في عام 2016.[22]
- اكتمل الجزء الشمالي من محطة سكة حديد هونغ كونغ غرب كولون في عام 2018.[23]
- اكتمل الجزء الجنوبي من وصلة توين مون تشيك لاب كوك في عام 2018.[24]

تشارك الشركة أيضًا في بناء محطة مايفلاور المقرر اكتمالها في عام 2020 ومحطة هافلوك المقرر اكتمالها في عام 2021.

## روابط خارجية
- الموقع الرسمي